# Виорика Вископољану
Виорика Вископољану рођена Белмега (рум. Viorica Viscopoleanu, Сторожинец Румунија данас Сторожинечки рејон, Украјина 8. август 1939) је бивша румунска такмичарка у скоку удаљ, светска рекордерка и олимпијска победница.

## Летње олимпијске игре
У сва три учествовања на Летњим олимпијским играма доспевала је у финале. На 1964. у Токију пласирала се на пето место скоком од 6,35 метара. У Мексику 1968. у свом првом скоку у финалу скочила је 6,82 метра, побољшавши дотадашњи светски рекорд Британке Мери Ранд. Освојила је златну медаљу испред Шиле Шервуд, која је скочила 6,68. На Олимпијским играма 1972. у Минхену скочила је 6.48 м и пласирала се на седмо место.

## Европска првенства у атлетици
отворено
На Европскоми првенствима на отвореном Вископољану је три пута доспевала у финале. У Будимпешти 1966., освојила је пето место скоком од 6,33 метра. На Европском првенству у Атини 1969. освојила је сребрну медаљу скоком од 6,45, што је било за четири центиметра краће од скока победнице Мирославе Сарне из Пољске. У Хелсинкију 1971. била је шеста са 6,39 м.
дворана
На Европским првенствима у дворани освојила је две бронзане медаље: 1967. у Прагу и 1968. у Мадриду. Године 1970, на првом Европском првенство у дворани одржаном у Бечу освојила је златну медаљу скоком од 6,56 метара, друга је била Хајде Розендал са 6,55 м, а трећа Мирослава Сарна са 6,54 м. Године 1971. у Софији Вископољану је освојила последњу бронзану медаљу. Последњи пут је наступила на међународним такмичењима на Европском првенству у дворани 1974. у Гетеборгу 1974. када је освојила пето место.

## Универзијада
На Летњој универзијади 1965. у Будимпешти освојила је сребрну медаљу скоком од 6,18 м.

## Личне карактеристике
У току каријере била је висока 1,67 м и тешка 55 кг. Каријеру је завршола у 36. години и постала је атлетски тренер. Удата је и има двоје деце.